# Kamienica przy ul. Gdańskiej 71 w Bydgoszczy
Kamienica przy ul. Gdańskiej 71 w Bydgoszczy – kamienica w zachodniej pierzei ul. Gdańskiej, między ul. Cieszkowskiego a Świętojańską.

## Charakterystyka
Kamienicę wzniesiono w latach 1906–1908, prawdopodobnie według projektu architekta Rudolfa Kerna.
W głębi parceli znajduje się budynek z tego samego okresu, wzniesiony jako klinika lekarska doktora Dettmera. W 1924 roku Urząd Miasta Bydgoszczy wykupił budynek i zorganizowano tutaj Oddział Położniczo-Ginekologiczny Szpitala Miejskiego. Pawilon szpitalny otoczony był ogrodem. W budynku frontowym od 1934 roku funkcjonowało dowództwo jednostki należącej do VIII Okręgu Korpusu Wojska Polskiego. Obecnie znajduje się tam aula im. Jana Pawła II Państwowego Zespołu Szkół Muzycznych w Bydgoszczy
Kamienica prezentuje formę modernizmu eklektycznego. W dekoracji fasady wykorzystano stylizowane ornamenty: zwijany i chrząstkowo-małżowinowy, charakterystyczne dla okresu manieryzmu i rokoka. Strefę pierwszego piętra zdobią płaskorzeźbione maszkarony, a trzeciego półplastyczne kartusze.

## Galeria

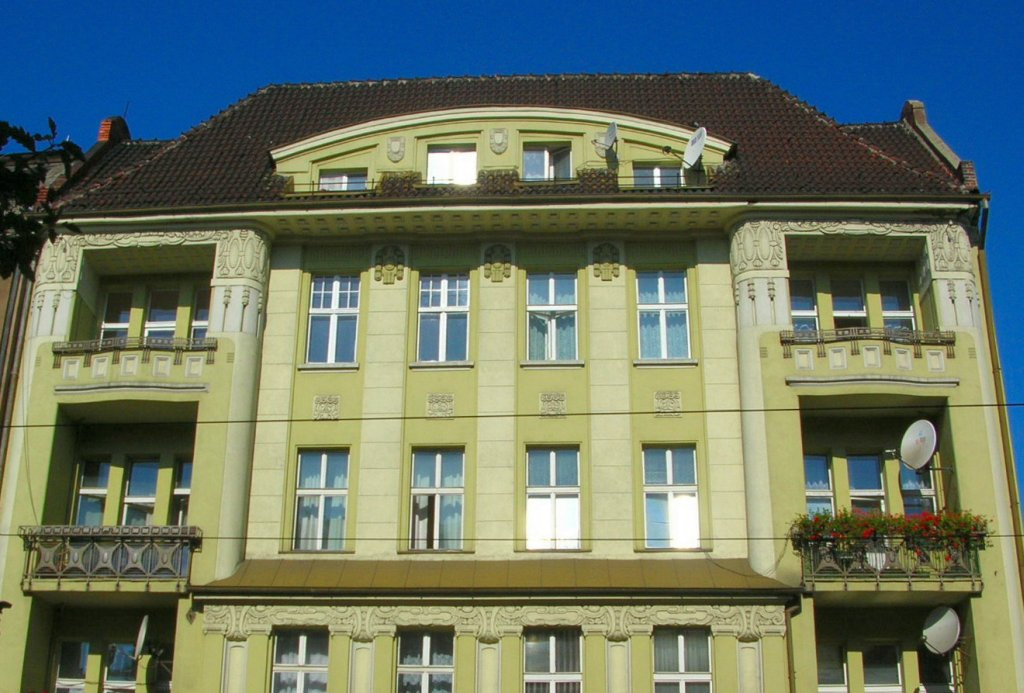
Część górna
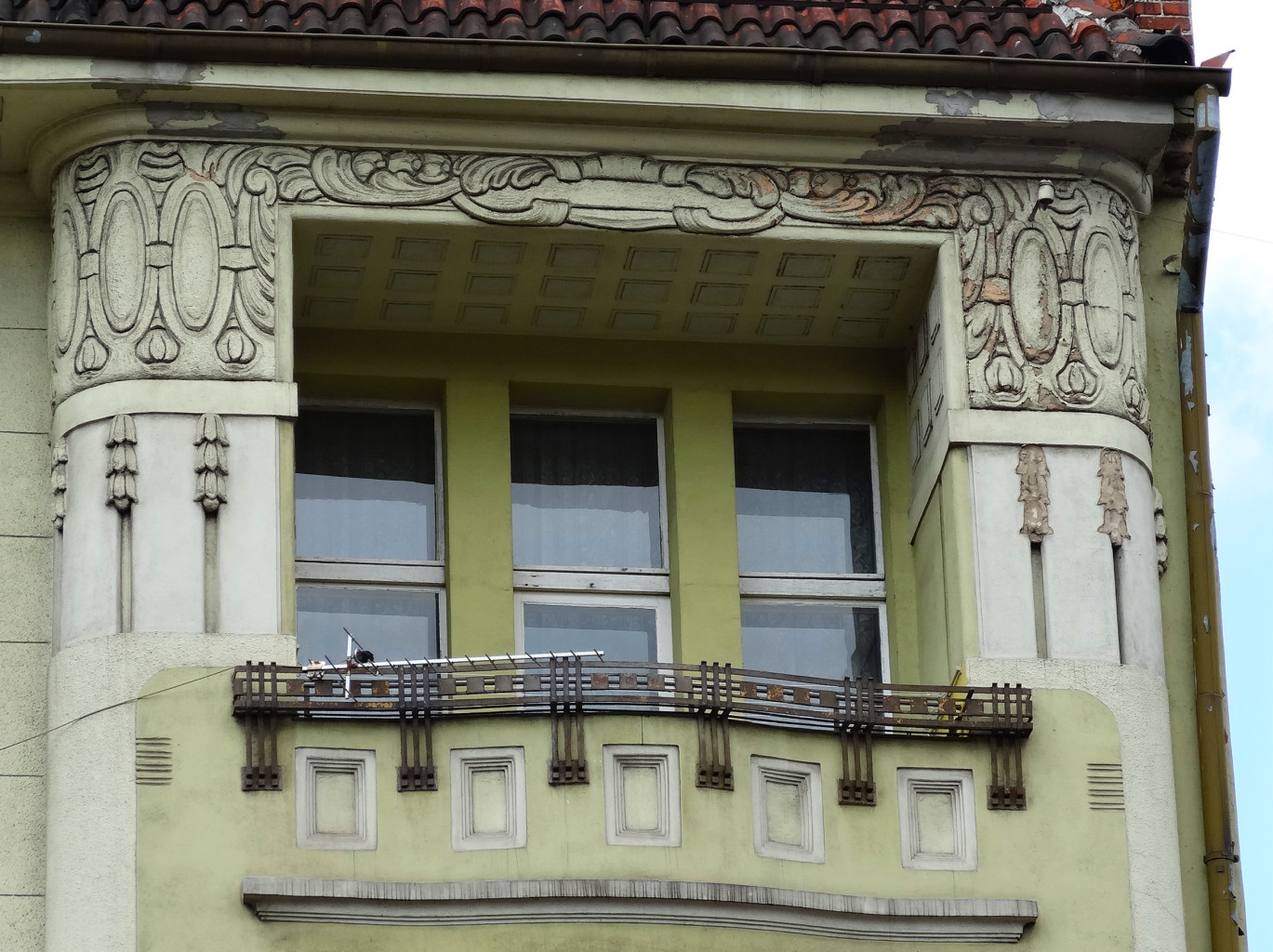
Loggia
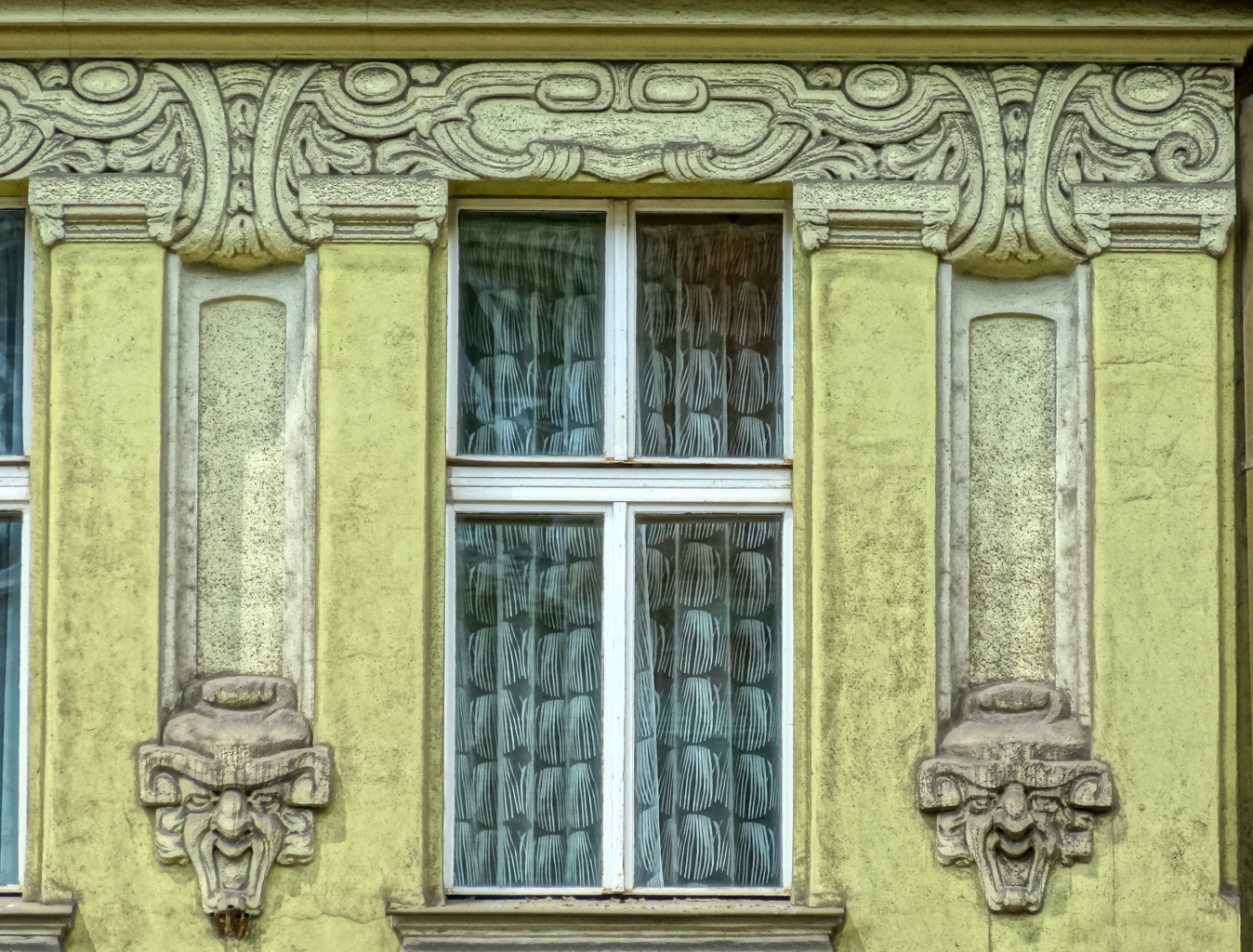
Secesyjne fryzy
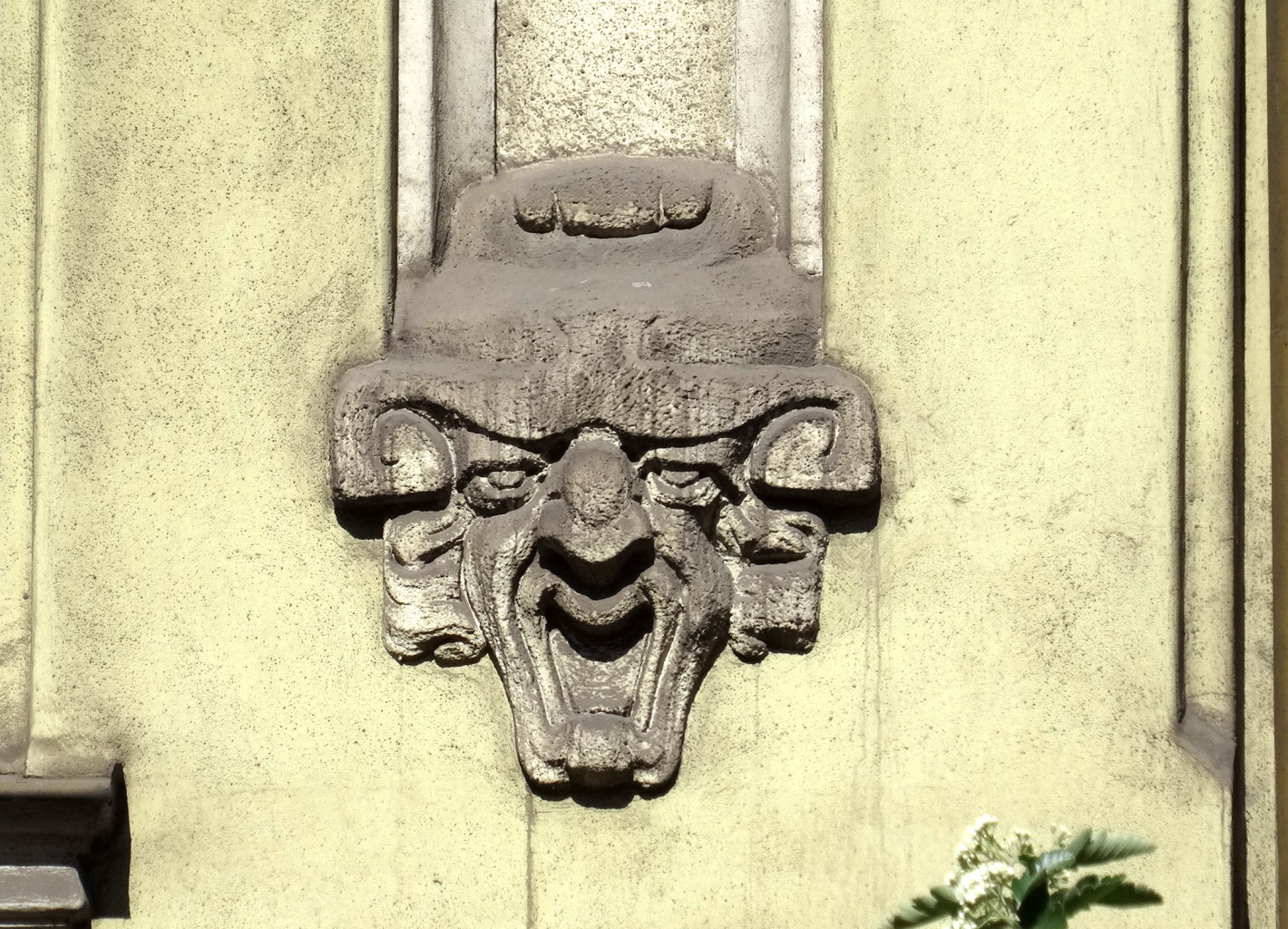
Maszkaron